# The Tellers
The Tellers est un groupe belge de rock, de style rock indépendant.

## Historique
Avant d'arriver chez 62 TV records (label des groupes belges Girls in Hawaii, Malibu Stacy, Austin Lace, Dez Mona) les Tellers n'étaient qu'un projet amateur. Ben Baillieux-Beynon a commencé ce projet en 2005, avec Nic Van Assche, rapidement remplacé par Charles Blistin. La formation de base repose sur un duo de voix et de guitares.
En 2006, après avoir participé sans succès à un concours sur la radio belge Pure FM et à la suite de pas mal de réactions enthousiastes, le duo enregistre ce qui était censé être une démo de 10 chansons. Leur label prend la décision de publier 7 chansons de cette session, qui deviendront The More EP, sorti durant l'été 2006. 
Les radios belges commencent à les diffuser et le groupe fait de plus en plus de concerts, avec Ted Clark à la basse et Andrew Bolton à la batterie, tous les deux issus du groupe belge The Big Hat Band. Après quelques mois Fabrice Detry (Austin Lace) reprend la basse et Gary Di Vito arrive à la batterie, à la suite du départ de Clark et Bolton. La société japonaise Canon choisit alors leur chanson Second Category pour une pub TV diffusée en Europe. 62 TV records se lie ensuite à Cooperative pour la sortie du mini-album, qui reçoit d'excellentes critiques et pas mal de passages radio un peu partout en Europe.  
Le temps était donc venu pour un vrai album, les Tellers entrent en studio avec Fabrice Detry (leader du groupe bruxellois Austin Lace) pour enregistrer Hands Full of Ink, sorti à la fin 2007 et suivi par une longue tournée à travers l'Europe. Le duo est rejoint par Kenley Dratwa à la batterie et François Gustin (Hallokosmo) à la basse. Pendant ce temps, leur album est aussi licencié par le Rallye Label au Japon. 
The Tellers passent près de deux ans sur les routes. À leur retour en Belgique, le groupe se sépare ; des tensions sont apparues entre le duo et les musiciens du groupe, ainsi qu'au sein même du duo. Ben Baillieux-Beynon continue l'aventure tout seul mais garde le nom des Tellers. Il rappelle Fabrice Detry à la basse, puis s'associe avec César Laloux, un batteur de Namur (Barbiturates) et en avril 2010 Joos Houwen rejoint le groupe à la guitare. Le groupe enregistrera son nouvel album au Swimming House Studio à Bruxelles en mai 2010, ce disque sera produit par Gordon Raphael, connu pour son travail sur les 2 premiers albums des Strokes. Le premier album des Tellers sortira aussi au printemps 2010 aux USA via http://www.2minutes59.com. Le nouveau line up présentera ses nouvelles chansons en exclusivité le 11 mai à Bruxelles pendant le festival des Nuits Botaniques, cette soirée sera aussi le 15e anniversaire de leur label 62 TV Records.

## Les Tellers et la publicité
- Second category a été utilisée par Canon en 2006.
- More figure sur la bande-son du jeu FIFA 08 de Electronic Arts ainsi que sur une pub TV de la banque ANZ en Australie et en Nouvelle-Zélande.
- More est également utilisé par Lu dans la publicité du produit éO.

## Composition du groupe

### Membres actuels
- Benoît Baillieux-Beynon - guitare, voix
- Fabrice Detry - basse
- César Laloux - batterie
- Joos Houwen - guitare
- Aurélie Muller - vibraphone, claviers, guitare, voix

### Anciens membres
- Nic Van Assche (2005) - guitare, voix
- Charles Blistin (2005-2009) - guitare, voix
- Ted Clark (2006-2007) - basse
- Andrew Bolton (2006-2007) - batterie
- Gary Di Vito (2007) - batterie
- Kenley Dratwa (2007-2009) - batterie
- François Gustin (2007-2009) - basse

## Discographie

### Singles
- 2006 : More
- 2006 : Second Category
- 2007 : Hugo'
- 2007 : If I say'
- 2007 : Memory
- 2008 : Holiness'featuring Coby-Rae
- 2010 : Like I say / Cold as Ice'
- 2010 : "I've got a world"